# Erik Granström
Erik Granström, född 23 maj 1956, är en svensk författare bosatt i Uppsala.
Erik Granström är utbildad veterinär och har arbetat som informationschef på företaget MySQL. Det är emellertid som författare inom fantasygenren han är känd, först med flera tillbehör till rollspelet Drakar och Demoner, bland annat Svavelvinter, och sedan år 2004 för boken med samma namn på förlaget Svensk Fantasy. Drakar och Demoners spelvärld Ereb Altors huvuddrag och historik drogs upp av Erik Granström tillsammans med Anders Blixt.
Erik Granströms nu avslutade fantasyepos Krönikan om den femte konfluxen har sedan år 2011 utkommit på förlaget Ersatz imprint Coltso.
2013 gav Fria Ligan ut ett rollspel baserat på Erik Granströms värld Trakorien under namnet Svavelvinter.